# Birger Olsson
För andra betydelser, se Birger Olsson (olika betydelser).
Birger Olof Olsson, född 11 maj 1938 i Nordingrå, är professor emeritus i Nya Testamentets exegetik, teolog och bibelöversättare. Han är son till lantbrukaren Petrus Olsson och Birgitta Hägglund. 
Olsson var verksam som sekreterare i 1963 års bibelkommitté, sakkunnig i utbildningsdepartementet och sekreterare i 1963 års bibelkommission 1963-39 och ledamot av dess styrelse 1982-2001. Åren 1963-71 var Olsson verksam som lärare på Johannelunds teologiska högskola och tjänstgjorde som tf rektor 1987-88. Han blev teologie doktor och docent 1974 på en avhandling om Johanneiska texter. Efter tiden på Johannelund var Olsson missionsföreståndare i Evangeliska Fosterlands-Stiftelsen 1988-1992. År 1992-2003 var han professor i Nya testamentets exegetik vid Lunds universitet. Birger Olsson var en av huvudredaktörerna för bibelkommentarserien KNT sedan starten 1979 och har författat två band av des band. Han är författare till en mängd böcker och artiklar inom teologi. Tillsammans med professorskollegerna Göran Bexell och Göran Gustafsson utgav han 2001 den vetenskapshistoriska översikten Theologicum i Lund. Undervisning och forskning under tusen år. Han är ledamot av Nathan Söderblom-Sällskapet. Han blev emeritus 2003 och är bosatt i Uppsala.